# دفقة
دفقة، هي واحدة من الأماكن التي عبر عليها بنو إسرائيل أثناء الخروج من مصر، وكانت واحدة من اثني عشر معسكرُا قرب تمنة، التي تشتهر بتصنيع القطع الأثرية النحاسية. ذُكرت دفقة ضمن ذكر محطات الخروج في سفر العدد 33: 12-13، لكنها لم تذكر سابقًا أثناء سرد قصة الخروج في الكتاب المقدس في سفر الخروج. 
كانت دفقة على الطريق إلى سيناء بين البحر الأحمر ورفيديم، وقد قال بعض المفسرين أنه ربما كان مكانها اليوم «سرابيط الخادم» أو مكان قريب من وادي مغارة.